# Hrabstwo Cameron (Teksas)

Piramida wieku hrabstwa

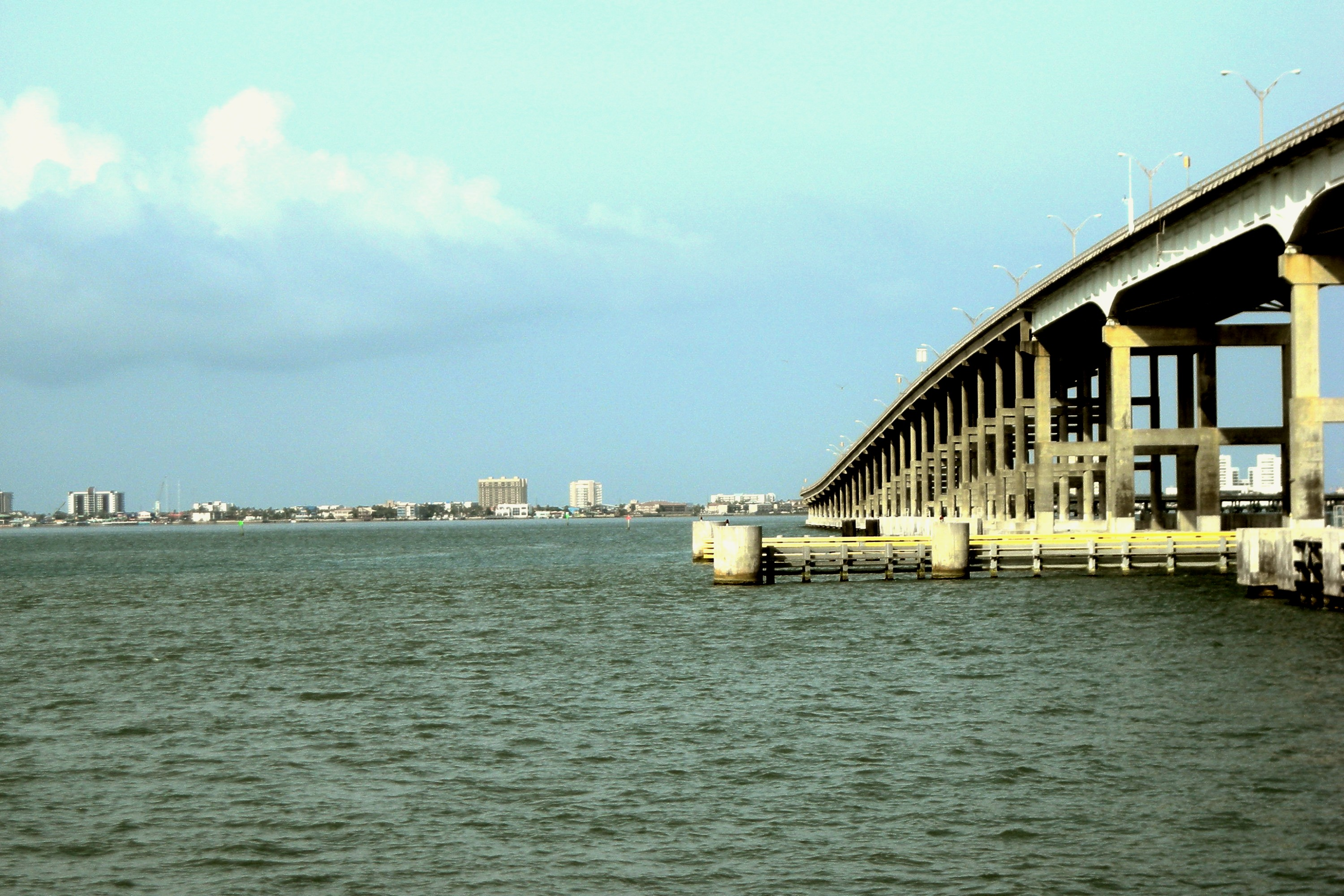
Port Isabel

Hrabstwo Cameron – hrabstwo położone w USA, najbardziej na południe wysuniętej części stanu Teksas, nad Zatoką Meksykańską. Hrabstwo utworzono w 1848 r. poprzez wydzielenie terytorium z hrabstwa Nueces. Siedzibą władz hrabstwa jest miasto Brownsville, w którym mieszka około 44% mieszkańców hrabstwa.
Nazwę hrabstwu nadano na cześć Ewena Camerona mierniczego Republiki Teksasu, uczestnika ekspedycji dokonującej pomiarów na terenie obecnego hrabstwa Cameron.
Hrabstwo jest jednym z największych producentów cytrusów w Teksasie. Produkcja głównie jest skoncentrowana w dolinie rzeki Rio Grande.
Na terenie hrabstwa znajduje się park stanowy Resaca de la Palma.

## Miasta
| Miasta | CDP | CDP | Wsie          | Wsie |
| --- | --- | --- | ------------- | ---- |
| - Brownsville - Bayview - Combes - Harlingen - Indian Lake - La Feria - Laguna Vista - Los Fresnos - Los Indios - Palm Valley - Primera - Port Isabel - Rancho Viejo - Rio Hondo - San Benito - Santa Rosa - South Padre Island | - Arroyo Gardens - Arroyo Colorado Estates - Bixby - Bluetown - Cameron Park - Chula Vista - Del Mar Heights - El Camino Angosto - Encantada-Ranchito-El Calaboz - Grand Acres - Green Valley Farms - Iglesia Antigua - Juarez - La Feria North - La Paloma - La Tina Ranch - Lago | - Laguna Heights - Las Palmas II - Lasana - Laureles - Lozano - Olmito - Orason - Ratamosa - San Pedro - Santa Maria - Solis - South Point - Tierra Bonita - Villa del Sol - Villa Pancho - Reid Hope King - Yznaga | - Rangerville |      |

## Gospodarka
- uprawa owoców (5. miejsce w stanie) i warzyw (15. miejsce)[7]
- szkółkarstwo (12. miejsce)[7]
- uprawa bawełny (21. miejsce), sorgo, kukurydzy i trzciny cukrowej[7]
- akwakultura (19. miejsce)[7]
- hodowla kóz, świń, koni i drobiu[7]
- produkcja siana[7].

## Sąsiednie hrabstwa
- Hrabstwo Willacy (północ)
- Hrabstwo Hidalgo (zachód)
- Gmina Matamoros, Tamaulipas, Meksyk (południe)

## Demografia
W latach 2010–2020 populacja hrabstwa wzrosła o 3,6% do 421 tys. mieszkańców, w tym byli:
- Latynosi – 90%
- biali nielatynoscy – 8,5%
- czarni lub Afroamerykanie – 0,9%
- Azjaci – 0,8%
- rdzenni Amerykanie – 0,7%.

## Religia
Członkostwo w 2020 roku:
- katolicy – 36,8%

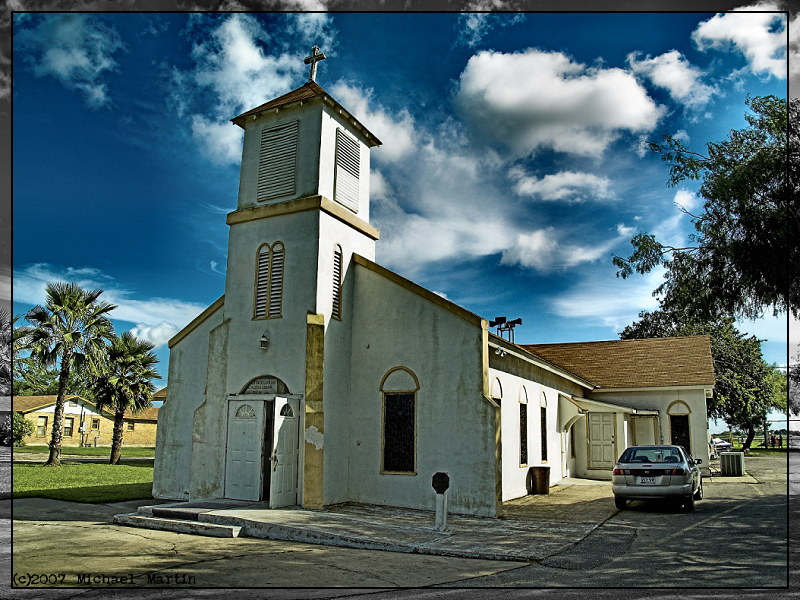
Kościół katolicki w Brownsville

- protestanci (w większości ewangelikalni i baptyści) – ok. 15%
- świadkowie Jehowy – 2,1%
- mormoni – 1,2%.

## Główne drogi
Przez hrabstwo przechodzą trzy autostrady i dwie drogi krajowe:
- I-2
- I-69
- I-169

- U.S. Route 83
- U.S. Route 281